# JR貨物UT13C形コンテナ
UT13C形コンテナ（UT13Cがたコンテナ）は、日本貨物鉄道（JR貨物）輸送用として籍を編入している20および、24ft形の私有コンテナ（タンクコンテナ）である。

## 概要
本形式の数字部位 「 13 」は、コンテナの容積を元に決定される。このコンテナ容積13㎥の算出は、厳密には端数四捨五入計算の為に、内容積12.5 - 13.4㎥の間に属するコンテナが対象となる。
また形式末尾のアルファベット一桁部位 「 C 」は、コンテナの使用用途（主たる目的）が 「 危険品の輸送 」を表す記号として付与されている。

## 番台毎の概要

### 5000番台
5001 - 5003
日陸所有、三菱化成（現・三菱ケミカル）借用、危険物汎用。
5004 - 5010、5025
菱成産業（現・三菱ケミカル物流）所有、危険物汎用。
5011 - 5014
日陸所有（三菱ケミカル物流借受）、危険物汎用。
5015 - 5019, 5026, 5027
日陸所有（旭化成借用）アセトニトリル専用。
5020, 5021
日本石油輸送所有、アクリロニトリル専用。
5022, 5024
三菱化成（現・三菱ケミカル）所有、化成物流（現・三菱ケミカル物流）借用、危険物汎用。
5028
日陸所有（日石化学物流借受）、イソプロピルアルコール専用。
5029, 5030
エム･ティ･ビー所有、メタノール専用。
5031, 5035
日本石油輸送所有、アセトン専用。
5036
日新所有、イソプロピルアルコール専用。

### 8000番台

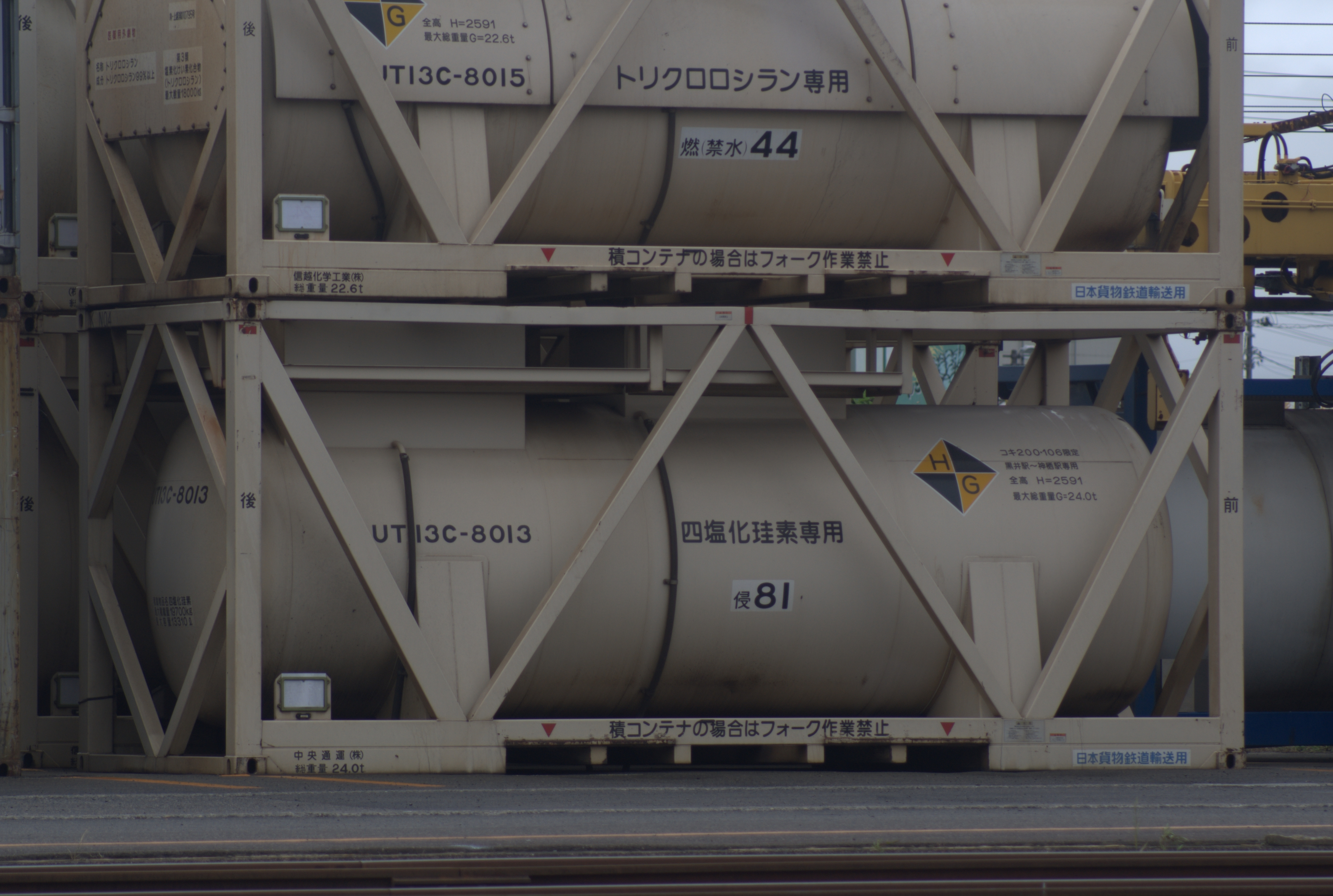
UT13C-8013（2010年9月7日撮影）

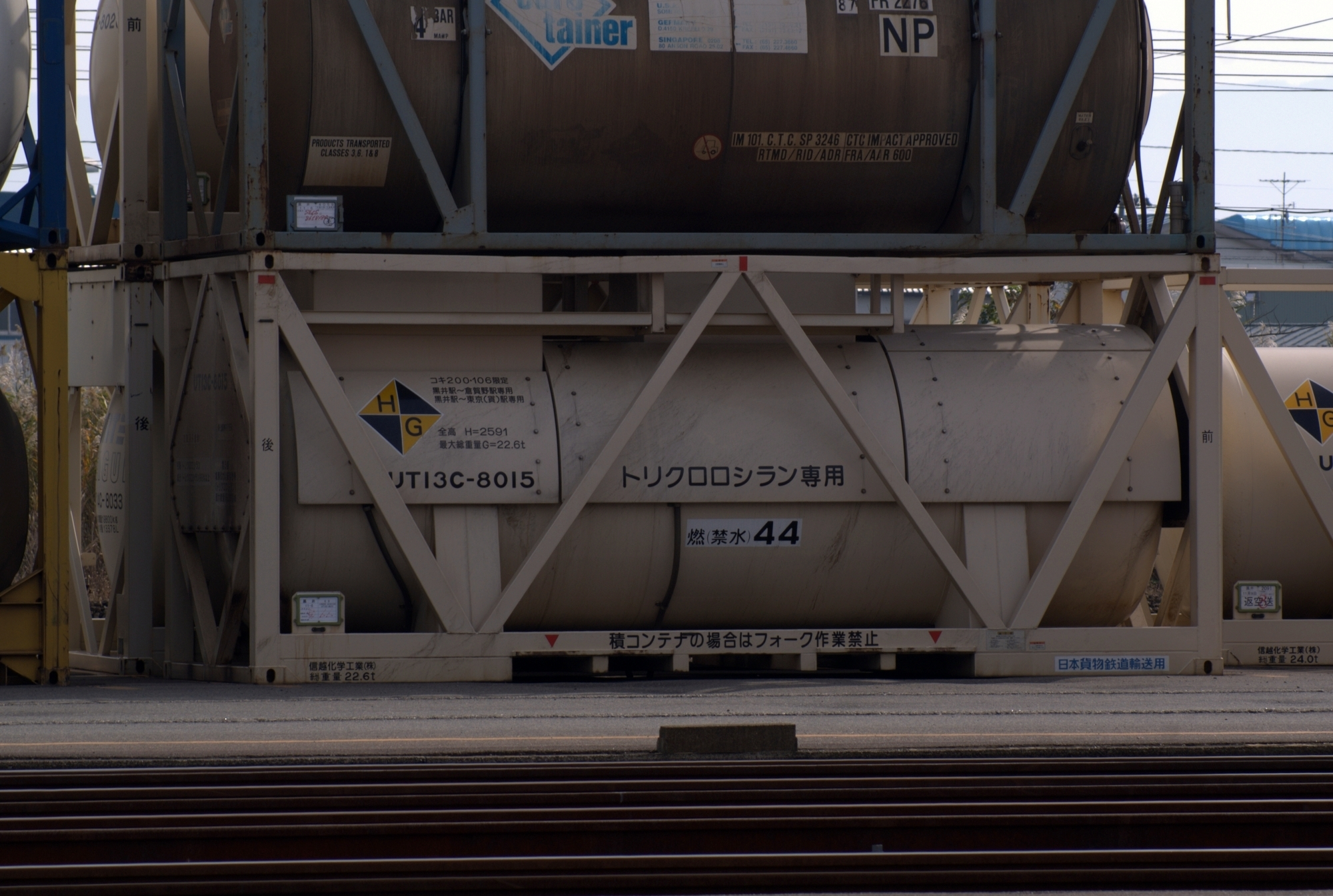
UT13C-8015（2009年11月10日撮影）

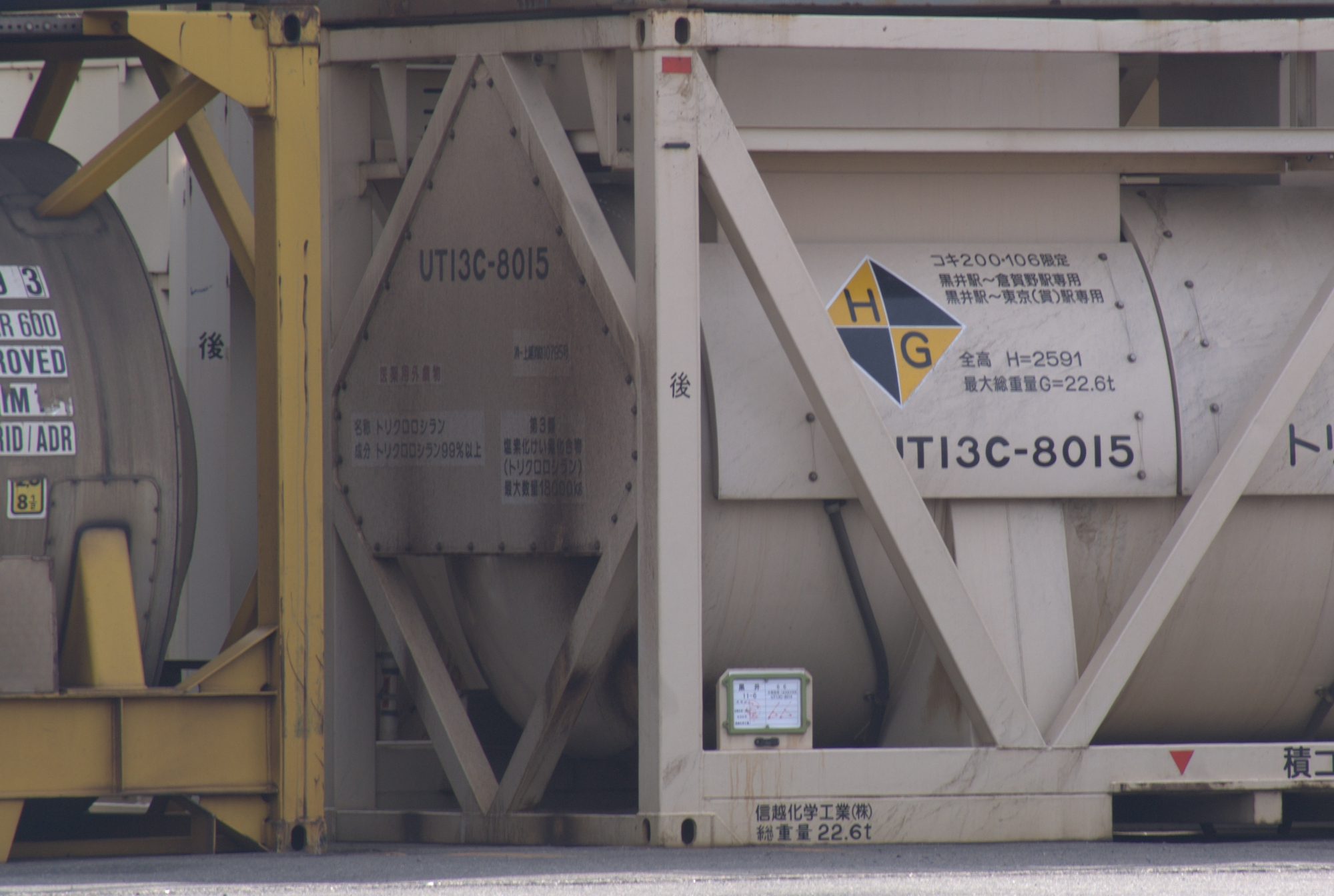
UT13C-8015の注意表記部分の拡大（2009年11月10日撮影）

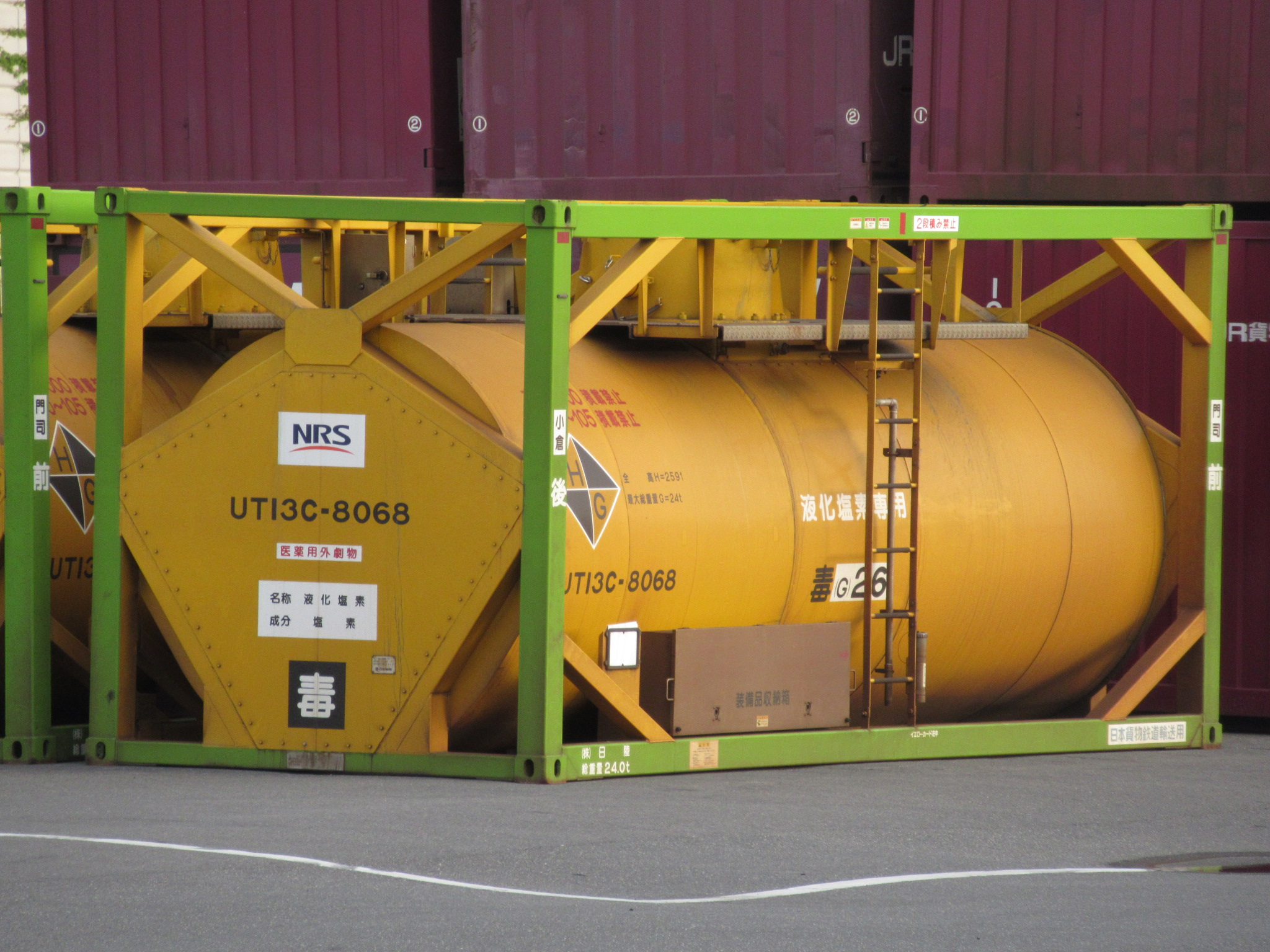
UT13C-8068

8001 - 8006
東亞合成所有、液体苛性カリ専用。最大総重量19.4t（規格外）コキ100系積載限定。
8007, 8008
日産化学工業所有、濃硝酸専用。最大総重量規格外。コキ100系積載限定。
8010
関西テック所有（出光興産借受）、絶縁油専用。全高･最大積載量規格外。コキ100系積載限定。
8011 - 8014, 8020, 8021
中央通運所有、四塩化珪素専用。全高2591mm（規格外）、最大総重量24.0t（規格外）、自重4.3t。コキ100系積載限定。
8015 - 8018
信越化学工業所有、四塩化珪素専用。全高2591mm（規格外）、最大総重量24.0t（規格外）。コキ200・106積載限定。
後にトリクロロシラン専用に変更。最大総重量22.6tに変更。
8019
ボルテックスセイグン所有、四塩化珪素専用。全高2591mm（規格外）、最大総重量24.0t（規格外）。コキ100系積載限定。
8022
日陸所有、四塩化珪素専用。全高2591mm（規格外）、最大総重量24.0t（規格外）。コキ100系積載限定。
8023 - 8025
日陸所有、液化塩素専用。全高2591mm（規格外）、最大総重量24.0t（規格外）、自重7.15t。
南延岡駅 - 北九州貨物ターミナル駅間専用。コキ200形・コキ106形専用。
8026 - 8028
東北東ソー化学所有、液化塩素専用。全高2591mm（規格外）、最大総重量24.0t（規格外）、自重7.15t。
秋田貨物駅 - 八戸貨物駅間専用。コキ200形・コキ106形専用。
8029 - 8066
三菱ケミカル物流所有、濃硝酸専用。最大総重量24.0t（規格外）、コキ50000積載禁止。コキ100～105系積載禁止。
8067 - 8070
日陸所有、液化塩素専用。全高2591mm（規格外）、最大総重量24.0t（規格外）、自重7.15t。
南延岡駅 - 北九州貨物ターミナル駅間専用。コキ50000積載禁止。コキ100～105系積載禁止。

### 28000番台

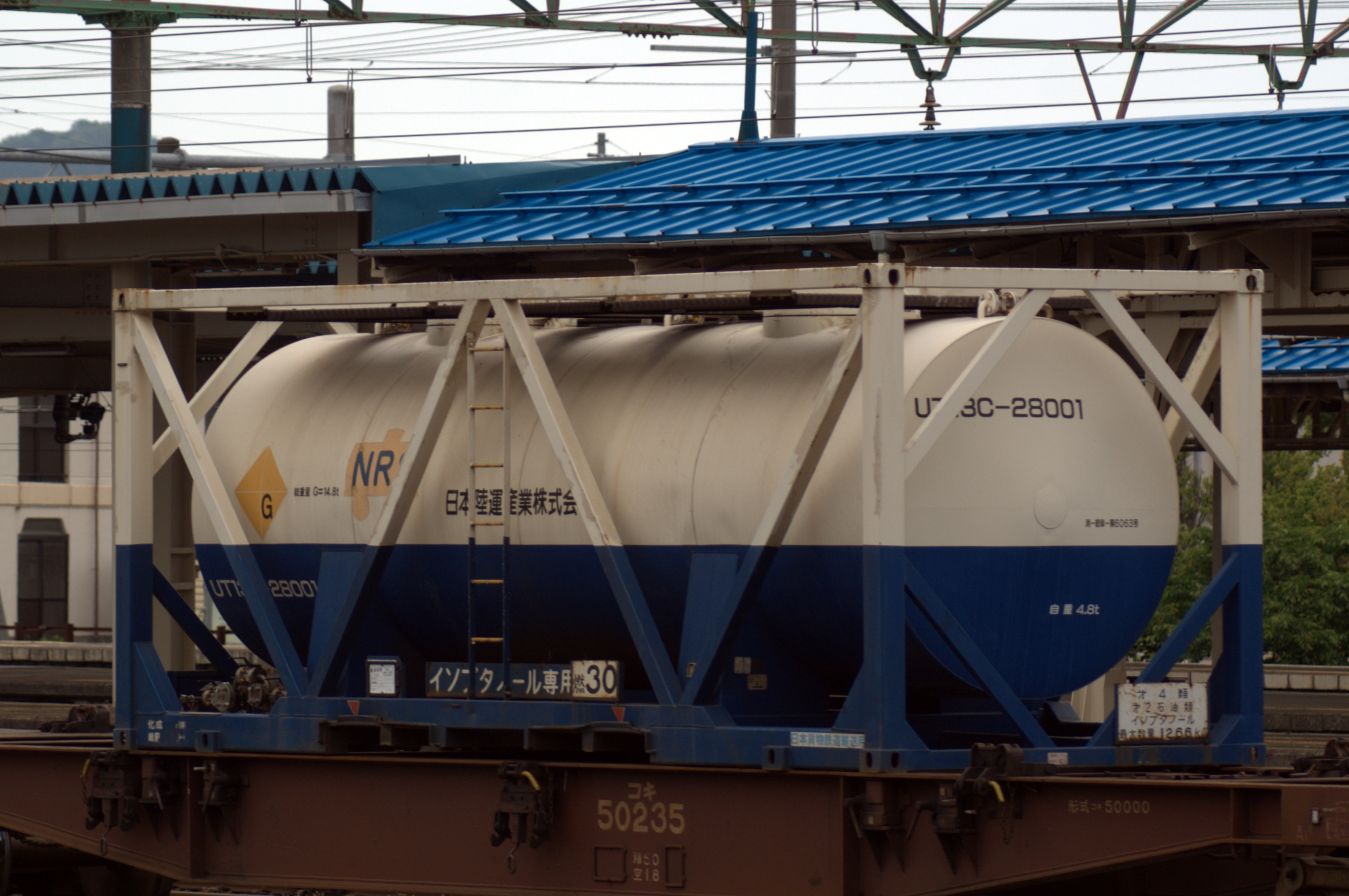
UT13C-28001（2010年5月25日撮影）

28001, 28002
日陸所有、化成物流（現・三菱ケミカル物流）借用、危険物汎用。最大総重量14.8t（規格外）。自重4.8t。
28003 - 28005
日陸所有（三菱ケミカル借受）、危険物汎用。最大総重量14.0t（規格外）。
28006, 28007
菱成産業（現・三菱ケミカル物流）所有、危険物汎用。最大総重量14.0t（規格外）。

## 外部サイト
- コンテナの絵本
- コンテナ日和